# Sericin
Sericin är ett protein som omger de fibrer, som kan nystas från silkesmaskens kokonger. Det är en gulaktig, genomskinlig, tjockflytande vätska, med klistrig egenskap. Ämnet kan utvinnas genom att i alkalisk vätska koka avfall från framställning av silkefibrer.
Ämnet påstås ha välgörande dermatologiska egenskaper, och förekommer som beståndsdel i många hudvårdsprodukter.

## Etymologi
Sericin är bildat med mönster från latin sericium = silke. Ordet finns belagt från åtminstone 1868.